# 킨제이 보고서 (영화)
《킨제이 보고서》(영어: Kinsey)는 미국과 독일에서 제작된 2004년 전기 드라마 영화이다. 빌 콘던이 연출하고, 게일 머트럭스 등이 제작에 참여하였다. 영화는 성과학 분야의 선구자인 앨프리드 킨제이의 생애를 다루며, 리엄 니슨이 킨제이 역을 연기하였다. 킨제이의 1948년 출판물인 〈킨제이 보고서〉는 인간의 성행위를 체계적으로 탐구하려고 시도한 최초의 기록물 가운데 하나이다.
2005년 제77회 아카데미상에서 로라 리니가 여우 조연상 후보에 올랐다.

## 줄거리
인디애나 대학교 생물학과 교수 앨프리드 킨제이는 대학원생들에게 개인 성생활 상담을 해주면서 가정을 꾸린 이들조차 인간의 성을 잘 모른다는 사실을 발견한다. 킨제이는 대학교 졸업반, 대학원생, 결혼한 대학생에게만 개방한다는 조건으로 토론이 동반된 공개 성교육 수업을 승인받는다. 인간의 성 활동과 관련한 과학 조사의 부족으로 한계를 느낀 킨제이는 수업에서 설문을 돌리고 사회의 막연한 인식과 실제 성생활 사이에 큰 차이가 존재함을 알아낸다.
록펠러 재단에서 지원을 받은 킨제이는 연구 조교 클라이드와 전국을 돌며 성 관련 내력을 인터뷰하고, 기존에 짐작되던 바와 달리 인간의 성이 매우 다양하다는 것을 깨닫는다. 킨제이는 인간의 성 지향성을 완전한 이성애에서부터 완전한 동성애에 이르는 범주 안에서 측정하는 평가 기준을 개발하고, 이는 킨제이 척도로 알려지게 된다. 1948년 킨제이가 최초로 출판한 성과학 책인 킨제이 보고서 1권 〈남성의 성적 행동〉은 베스트셀러가 되며 성공한다.
그러나 킨제이는 여성의 성을 연구하면서 논란에 부딪히고, 여성의 성 행동을 다룬 2권 〈여성의 성적 행동〉을 출간하던 시기는 마침 조지프 매카시의 마녀 사냥이 기승을 부리던 때로 록펠러 재단은 미국 전통 가치를 전복하려는 공산주의자의 시도로 몰릴 것을 우려해 지원을 중단한다. 킨제이의 연구 기관은 경제적으로 악화되고, 킨제이는 자신이 성적 무지가 낳은 피해자들을 돕는 데 실패했다고 느낀다. 킨제이는 심근 경색을 겪고, 바르비투르산 중독임이 밝혀진다.
그럼에도 킨제이는 연구를 계속하고, 인터뷰에서 사랑에 관한 연구를 수행할 의향이 있는지 질문이 들어오자 사랑은 정량화가 불가능해 측정할 수 없지만 중요하다고 답한다. 

## 출연진
- 리엄 니슨 - 앨프리드 킨제이 역
  - 벤저민 워커 - 19살 앨프리드 킨제이 역
  - 윌 덴턴 - 10살 앨프리드 킨제이 역
- 로라 리니 - 클래라 맥밀런 역
- 피터 사즈가드 - 클라이드 마틴 역
- 크리스 오도널 - 워델 포머로이 역
- 티머시 허턴 - 폴 게브하드 역
- 존 리스고 - 앨프리드 세귄 킨제이 역
- 팀 커리 - 서먼 라이스 역
- 올리버 플랫 - 허먼 웰스 역
- 딜런 베이커 - 앨런 그레그 역
- 윌리엄 새들러 - 케네스 브론 역
- 존 맥마틴 - 헌팅턴 하트퍼드 역
- 존 크러진스키 - 벤 역
- 린 레드그레이브 - 마지막 인터뷰 대상 역
- 줄리앤 니컬슨 - 앨리스 마틴 역
- 버로니카 카트라이트 - 세라 킨제이 역
- 캐슬린 챌펀트 - 바버라 머클 역
- 헤더 골든허시 - 마사 포머로이 역
- 데이비드 하버 - 로버트 킨제이 역
- 루크 맥팔레인 - 브루스 킨제이 역
- 다그마라 도민치크 - 애그니스 게브하드 역
- 할리 크로스 - 게이바의 젊은 남성 역
- 수전 블러마트 - 비서 역

## 기타 제작진
- 공동 제작: 리처드 게이
- 보조 제작: 밸러리 딘
- 배역: 더글러스 에이블, 신디 톨런
- 미술: 리처드 셔먼
- 의상: 브루스 핀리슨